# 中国驻斯洛文尼亚大使馆
中华人民共和国驻斯洛文尼亚共和国大使馆，简称中国驻斯洛文尼亚大使馆，是中华人民共和国驻斯洛文尼亚的外交代表机构。

## 机构设置
中国驻斯洛文尼亚大使馆设置下列机构：
- 领事部
- 经济商务处
- 办公室